# Queen’s Gallantry Medal

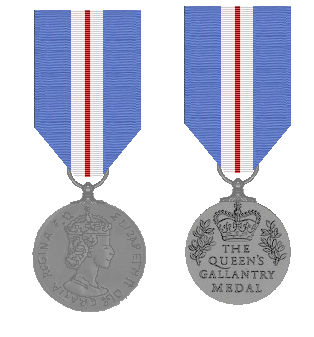
Queen’s Gallantry Medal

Die Queen´s Gallantry Medal (QGM) ist eine zivile Auszeichnung des Vereinigten Königreiches sowie des Commonwealth, welche am 20. Juni 1974 in einer Stufe gestiftet wurde. Die Verleihung erfolgt für „ausgezeichnete sowie beispielhafte Tapferkeitstaten“. Bisher wurden nicht mehr als 600 Verleihungen vorgenommen.

## Aussehen und Trageweise
Die runde silberne Medaille mit einem Durchmesser von 36 mm zeigt auf ihrem Avers das nach links  blickende Brustbild der jugendlichen Queen Elisabeth II. mit aufgesetzter Krone und der Umschrift ELISABETH II DEI GRATIA REGINA F.D. Im Revers die von einer Königskrone überragte Inschrift THE / QUEEN' S GALLANTRY / MEDAL, die beidseitig von Lorbeerzweigen umschlossen ist.
Getragen wird die Auszeichnung an der linken oberen Brustseite des Beliehenen an einem blauen Band, in dessen Mitte ein breiter weißer senkrechter Mittelbalken eingewebt ist, der wiederum von einem schmalen roten Streifen durchzogen wird.